# Горячев, Сергей Георгиевич
Сергей Георгиевич Горячев (20 сентября 1897 года, Санкт-Петербург — 9 июня 1983 года, Киев) — советский военный деятель, командовал дивизиями и корпусами в Великой Отечественной войне. Командующий 8-й гвардейской армией (1951—1954). Генерал-лейтенант (28.04.1943).

## Начальная биография
Сергей Георгиевич Горячев родился 20 сентября 1897 года в Санкт-Петербурге. С июня 1913 года работал конторщиком в багажной кассе Балтийской железной дороги в Петрограде.

## Военная служба

### Первая мировая и гражданская войны
В 1916 году поступил в ряды Русской императорской армии вольноопределяющимся. Служил в 3-м запасном пехотном полку в г. Новый Петергоф, с декабря — в 218-м пехотном запасном полку в Тифлисе, затем в особом батальоне в ур. Лагодехи Сигнахского уезда Тифлисской губернии. В марте 1917 года направлен в Горийскую школу прапорщиков, из которой был выпущен в августе 1917 года. Назначен младшим офицером в 106-й запасной пехотный полк в г. Вятка. В октябре 1917 года убыл на Румынский фронт в 84-ю пехотную дивизию (в районе Бендеры), там в марте 1918 года был демобилизован.
Вернулся в Петроград, работал на заводе «Однер» счетоводом и помощником бухгалтера.
В ноябре 1919 года был призван в ряды РККА и назначен на должность командира взвода полковой школы 3-го запасного полка, в июле 1920 года — на должность казначея-квартирмейстера дивизионной школы, а в декабре — на должность командира роты и адъютанта батальона 501-го стрелкового полка 56-й стрелковой дивизии.
Принимал участие в боевых действиях на Западном фронте против войск под командованием генерала Н. Н. Юденича под Петроградом, в ходе советско-польской войны, а также в подавлении Кронштадтского восстания.

### Межвоенное время
После окончания войны Горячев продолжил служить в 56-й стрелковой дивизии на должностях начальника пешей разведки и временно исполняющего должность командира батальона 500-го стрелкового полка, командира батальона 499-го Лефортовского стрелкового полка, дислоцированного во Пскове, командира роты 168-го стрелкового полка, командира учебной роты дивизионной школы, командира роты и помощника командира батальона 166-го стрелкового полка.
В ноябре 1925 года был назначен на должность командира батальона 127-го стрелкового полка 43-й стрелковой дивизии, дислоцированной в Невеле (Белорусский военный округ).
В октябре 1927 года был направлен на учёбу на Стрелково-тактические курсы «Выстрел», которые закончил в августе 1928 года, а в январе 1929 года был направлен на учёбу на окружные курсы Ленинградского военного округа по подготовке командиров-хозяйственников, после окончания которых вернулся в 127-й стрелковый полк, где исполнял должности начальника штаба полка и помощника командира полка по хозяйственной части, а в октябре 1930 года был назначен на должность начальника штаба этого же полка.
В октябре 1931 года был назначен на должность помощника начальника штаба 33-й стрелковой дивизии (Белорусский военный округ), в мае 1934 года — на должность командира 97-го стрелкового полка этой дивизии, в апреле 1937 года — на должность помощника командира, а затем — на должность командира 50-й стрелковой дивизии, после чего принимал участие в походе в Западную Белоруссию.
В ноябре 1939 года был назначен на должность командира 5-й стрелковой дивизии (Белорусский, а с июля 1940 года — Прибалтийский военный округ), а в сентябре 1940 года — на должность коменданта 44-го Каунасского (Ковенского) укреплённого района.

### Великая Отечественная война
С началом войны Горячев находился на той же должности и участвовал в ходе приграничного сражения.
В июле 1941 года был назначен на должность командира 23-й стрелковой дивизии (11-я армия, Северо-Западный фронт), которая вела боевые действия в Литве, а затем отступала по направлению на Сольцы и Старую Руссу.
В сентябре 1941 года был назначен на должность начальника строительства Валдайского укреплённого района, в октябре — на должность командира 256-й стрелковой дивизии (31-я армия, Калининский фронт), которая в декабре 1941 года участвовала в контрнаступлении под Москвой, в ходе которой одной из первых вышла к пригородам Калинина.
В марте 1942 года был назначен на должность командира 185-й стрелковой дивизии (29-я армия), успешно принимавшей участие в ходе Ржевско-Вяземской наступательной операции.
После окончания курсов при Высшей военной академии имени К. Е. Ворошилова Сергей Георгиевич Горячев в сентябре 1942 года был назначен на должность командира 7-го стрелкового корпуса (Приволжский военный округ), находившемся до октября в резерве Ставки Верховного Главнокомандования, а затем в составе 64-й армии (Сталинградский фронт). В составе последней корпус принимал участие в ходе контрнаступления под Сталинградом, а также в ликвидации окружённой группировки войск противника, за что был преобразован в 35-й гвардейский. Вскоре корпус принимал участие в ходе Курской битвы, в освобождении Белгорода и Харькова. Развивая наступление, корпус к концу сентября вышел к Днепру, который с ходу форсировал, захватив плацдарм на правом берегу. В последующем корпус принимал участие в ходе Кировоградской, Уманско-Ботошанской, Ясско-Кишиневской, Дебреценской, Будапештской, Венской и Пражской наступательных операций, а также в освобождении городов Кировоград, Тульчин, Плоешти, Клуж, Сольнок, Эгер, Залаэгерсег и Братислава. В сентябре 1944 года за умелое командование корпусом в Ясско-Кишинёвской операции представлялся к званию Героя Советского Союза, но был награждён орденом Ленина.

### Послевоенная карьера
После окончания войны генерал-лейтенант Сергей Георгиевич Горячев продолжил командовать корпусом.
В июне 1948 года был направлен на учёбу на высшие академические курсы при Высшей военной академии имени К. Е. Ворошилова, после окончания которых с мая 1949 года исполнял должность помощника командующего 8-й гвардейской армией в составе Группы советских оккупационных войск в Германии. В марте 1951 года был назначен на должность командующего этой армией, а в феврале 1954 года — на должность помощника командующего войсками — начальника Управления боевой подготовки Киевского военного округа.
Генерал-лейтенант Сергей Георгиевич Горячев в апреле 1958 года вышел в запас. Умер 9 июня 1983 года в Киеве.

## Воинские звания
- Майор (29.01.1936)
- Полковник (1938)
- Комбриг (4.11.1939)
- Генерал-майор (4.06.1940)
- Генерал-лейтенант (28.04.1943)

## Награды
- Три ордена Ленина (17.05.1944, 13.09.1944, 21.02.1945);
- Четыре ордена Красного Знамени (12.01.1942, 1.04.1943, 3.11.1944, …);
- Два ордена Суворова 2-й степени (17.08.1943, 28.04.1945);
- Медали[3].

## Воспоминания
- Горячев С. Г. От Волги до Альп [Боевой путь 35-го гвардейского Прутского стрелкового корпуса] / [Лит. запись И. В. Волкова]. — Киев: Политиздат Украины, 1982.
- Горячев С. Г. Мужество и отвага// Битва за Сталинград.4-е издание. — Волгоград: Нижне-Волжское книжное издательство, 1973 — С.208-215.